# Очка
Очка — река в Глазуновском районе Орловской области. Исток реки находится у западной окраины деревни Соревнование, на отметке высоты 243 м, течёт в западном направлении, впадает в 1494 км по правому берегу реки Ока, восточнее деревни Новый Хутор, на отметке высоты 194 м. Длина реки составляет 10 км.

## Данные водного реестра
По данным государственного водного реестра России относится к Окскому бассейновому округу, водохозяйственный участок реки — Ока от истока до города Орёл, речной подбассейн реки — бассейны притоков Оки до впадения Мокши. Речной бассейн реки — Ока.
Код объекта в государственном водном реестре — 09010100112110000017562.